# Tornesch
Tornesch est une ville de l'arrondissement de Pinneberg appartenant au Land du Schleswig-Holstein, en Allemagne.

## Géographie
Tornesch est située à 16 km au nord-ouest de Hambourg.

## Histoire
Tornesch a été mentionnée pour la première fois dans un document officiel en 1285.

## Jumelages
- Strzelce Krajeńskie (Pologne) depuis le 12 juin 2002[1]
- Jammerbugt (Danemark) depuis le 15 août 2008[2]
- Gmunden (Autriche) depuis le 14 mai 2010[3]

## Référence
1. ↑  « Strzelce Krajenskie in Polen » Site web de la ville de Tornesch, consulté le 4 juillet 2016.
2. ↑  « Jammerbugt in Dänemark » Site web de la ville de Tornesch, consulté le 4 juillet 2016.
3. ↑  « Gmunden in Österreich » Site web de la ville de Tornesch, consulté le 4 juillet 2016.